# Iontová trubice
Iontová trubice je jedním z prvních druhů urychlovačů částic. Pracovala na elektrostatickém principu. 
Jednalo se o dlouhou (od desítek centimetrů až přes 10 m) trubici z dobrého izolantu, uvnitř níž byl vyčerpán vzduch. Každý konec trubice měl jiný elektrostatický potenciál, a nabité částice (ionty) získávaly rychlost pohybem v takto vzniklém elektrostatickém poli. Iontové trubice se vyráběly nejprve ze skla, s rostoucím napětím pak z porcelánu. Uvnitř i vně trubice byl povrch větších trubic vytvarován do tvaru žeber, aby se zabránilo povrchovým přeskokům náboje. 
Velké iontové trubice se staly součástí některých fyzikálních laboratoří během 30. let 20. století. Napětí pro ně dodával Van de Graaffův generátor, nebo kaskádový generátor, které byly schopny vyvinout napětí v řádu milionů voltů. Energie iontů na konci trubice v elektronvoltech odpovídá napětí mezi konci trubice.
Tento typ jednoduchého urychlovače však začal být už na konci 30. let zatlačován do pozadí urychlovači, které pro dodání energie částicím nepotřebují pracovat s tak obrovskými napětími – například cyklotronem. 
Iontová trubice, urychlující elektrony, je jednou ze základních částí klasické televizní obrazovky.